# Kujira no ita natsu
Kujira no ita natsu (クジラのいた夏? lett. "L'estate delle balene") è un film del 2014 diretto da Yasuhiro Yoshida.

## Trama
Chuya è un giovane senza sogni o obiettivi che trascorre una vita tranquilla fino al giorno in cui decide di trasferirsi a Tokyo. I suoi migliori amici del liceo - J, Gizmo e Machida - preparano per lui una grande festa d'addio ma Chuya, travolto dai ricordi del passato, inizia a non essere più tanto desideroso di trasferirsi nella capitale.